# 吉川警察署
吉川警察署（よしかわけいさつしょ）は、埼玉県三郷市にある、埼玉県警察が管轄する警察署。署長は警視。かつては吉川市に庁舎があり、改築で三郷市に移転したが「三郷警察署」とは改称されず、そのままの名称が使用されている。

## 所在地
- 埼玉県三郷市上彦名144番地3

## 所管区域
- 三郷市
- 吉川市
- 北葛飾郡松伏町

## 沿革
- 1970年4月 - 旧庁舎新築に伴い、今の吉川交番所在地（旧吉川町）から現在地（旧三郷町）へ移転する[1]。
- 1984年12月 - 三郷駅前派出所（現：三郷駅前交番）が開所する。
- 1994年4月 - 吉川幹部派出所が吉川交番に改称する。
- 2009年
  - 4月 - みさと団地交番が新三郷駅前に移転し、新三郷駅前交番として開所する。
- 6月 - 旧みさと団地交番が三郷市に移管され「みさと団地防犯ステーション」として開設する。
- 2016年3月10日 - 戸ヶ崎交番の建物改築工事が完了し、運用を開始する。

## 交番

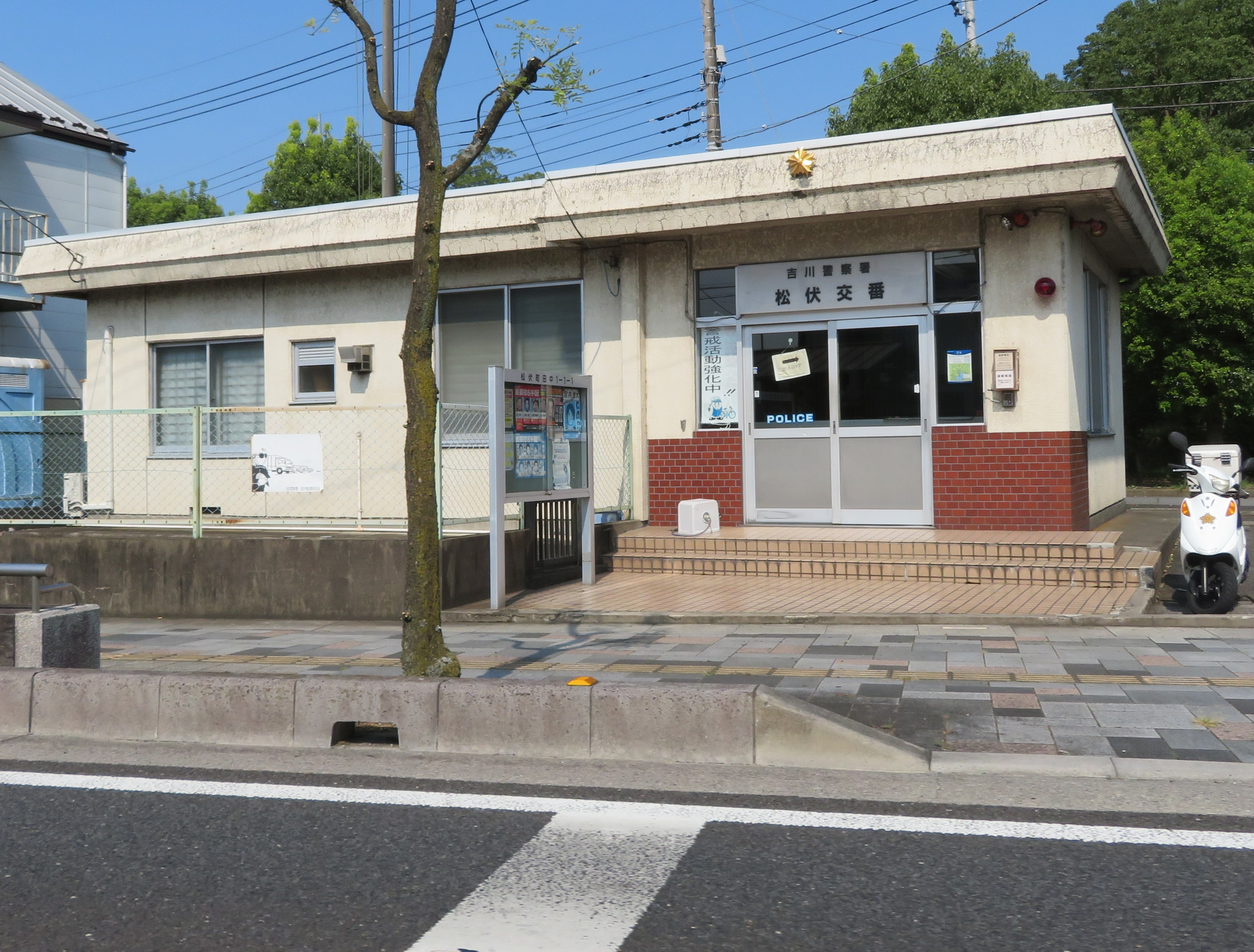
松伏交番

三郷市

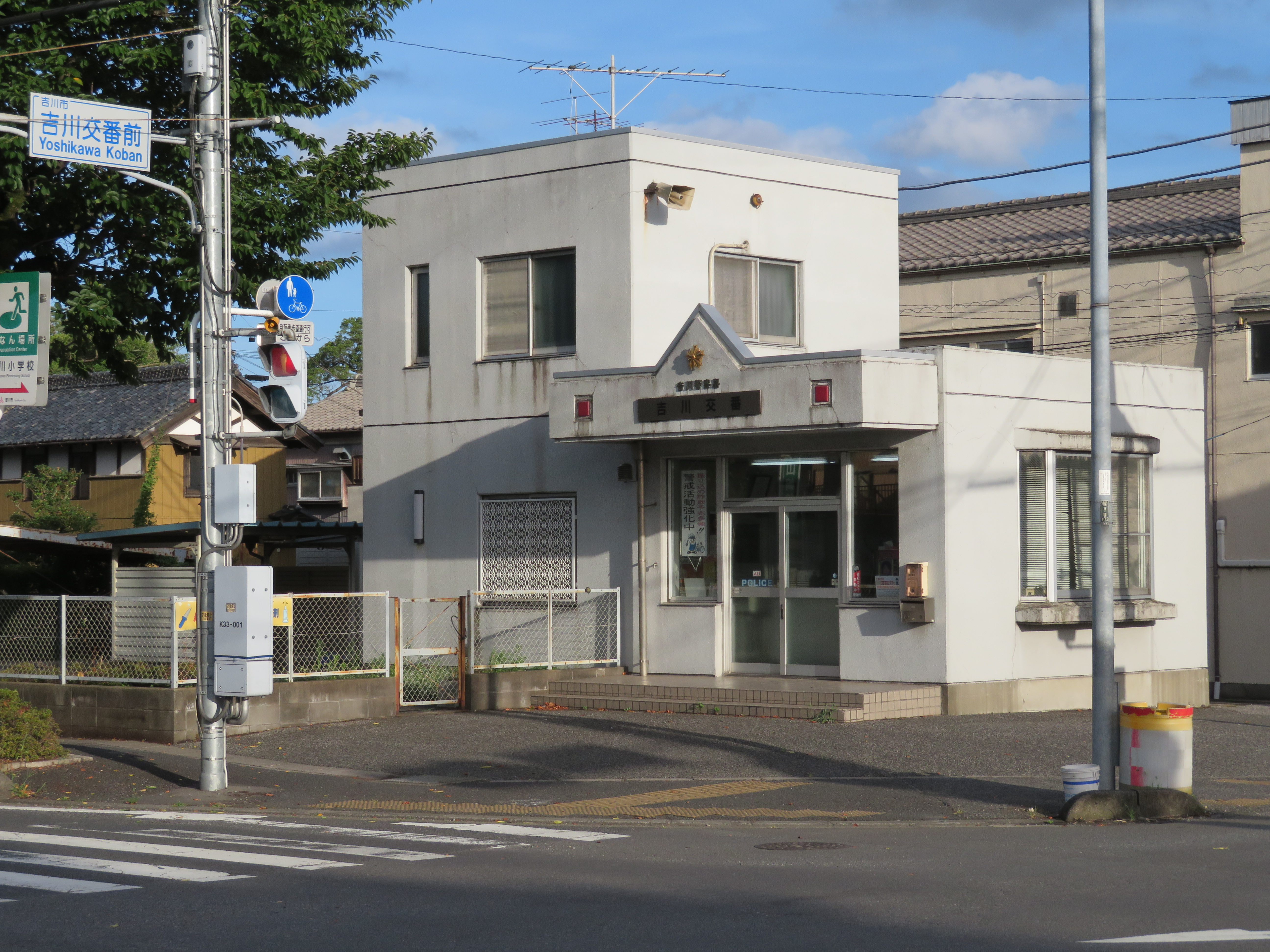
三郷中央駅前交番：中央1丁目2番地3
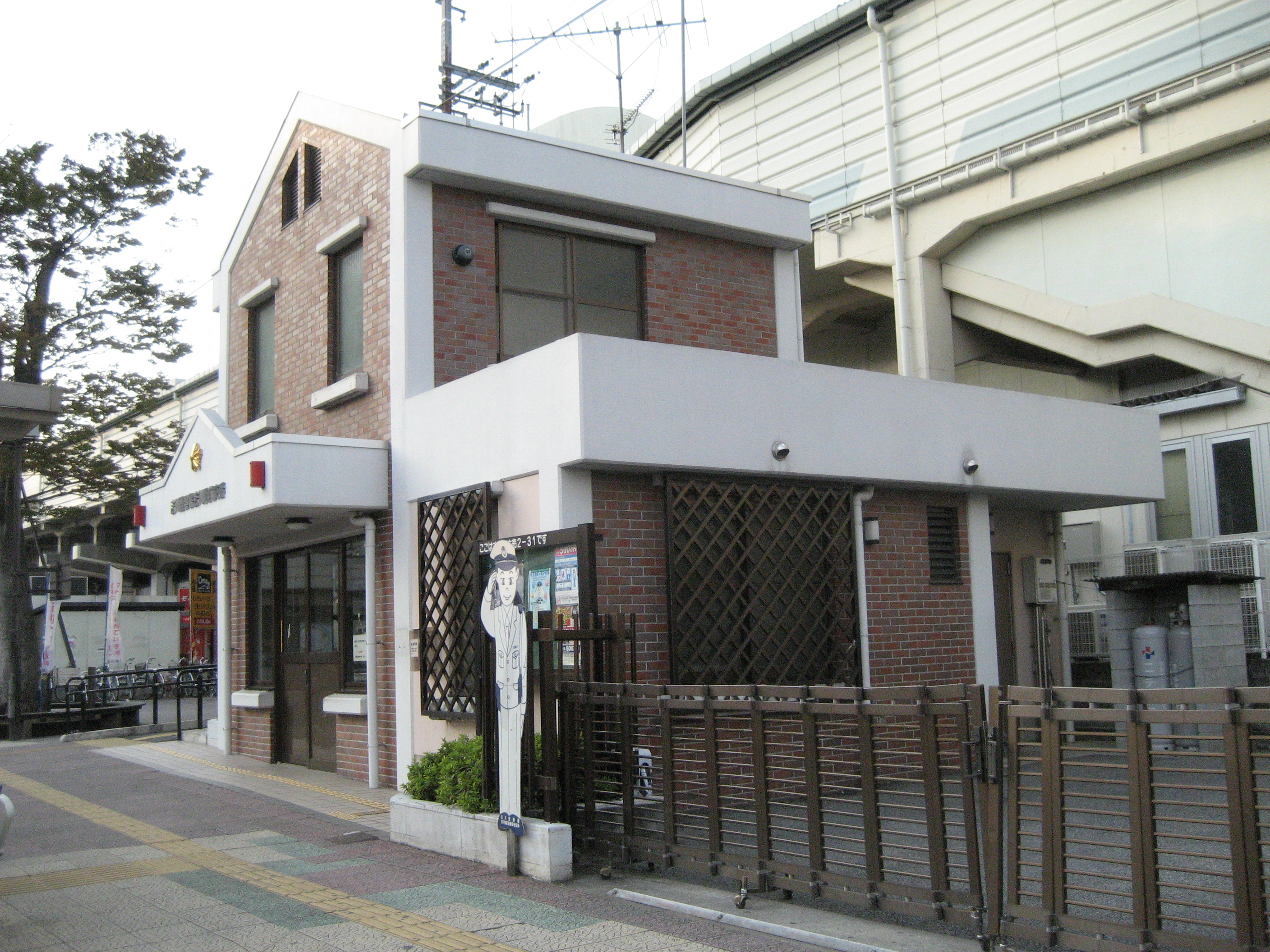
新三郷駅前交番：新三郷ららシティ3丁目4番地3
- 戸ヶ崎交番：戸ヶ崎2262番地4
- 三郷駅前交番：三郷1丁目1番地1
- 高州交番：高州2丁目316番地3

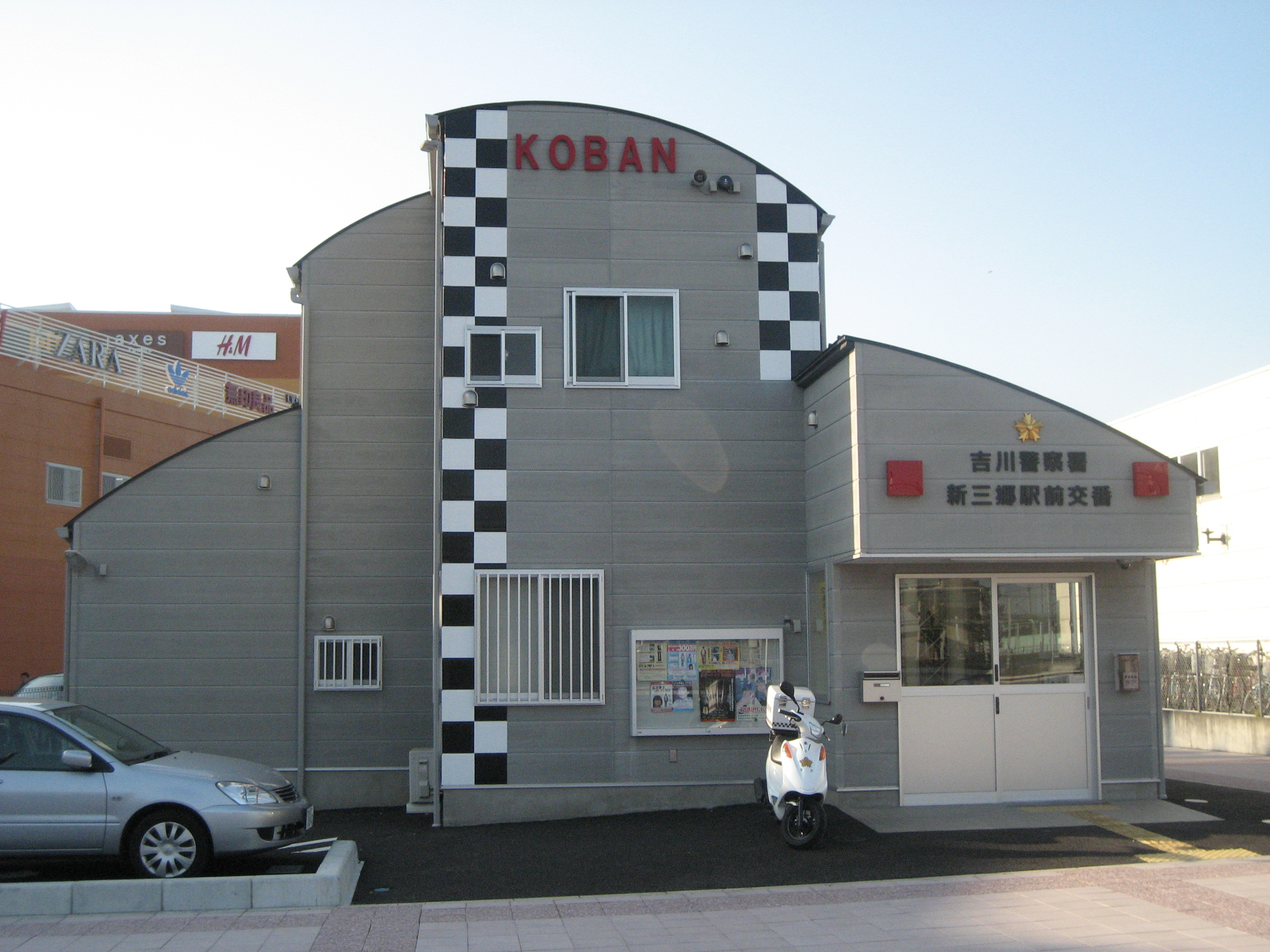
新三郷駅前交番
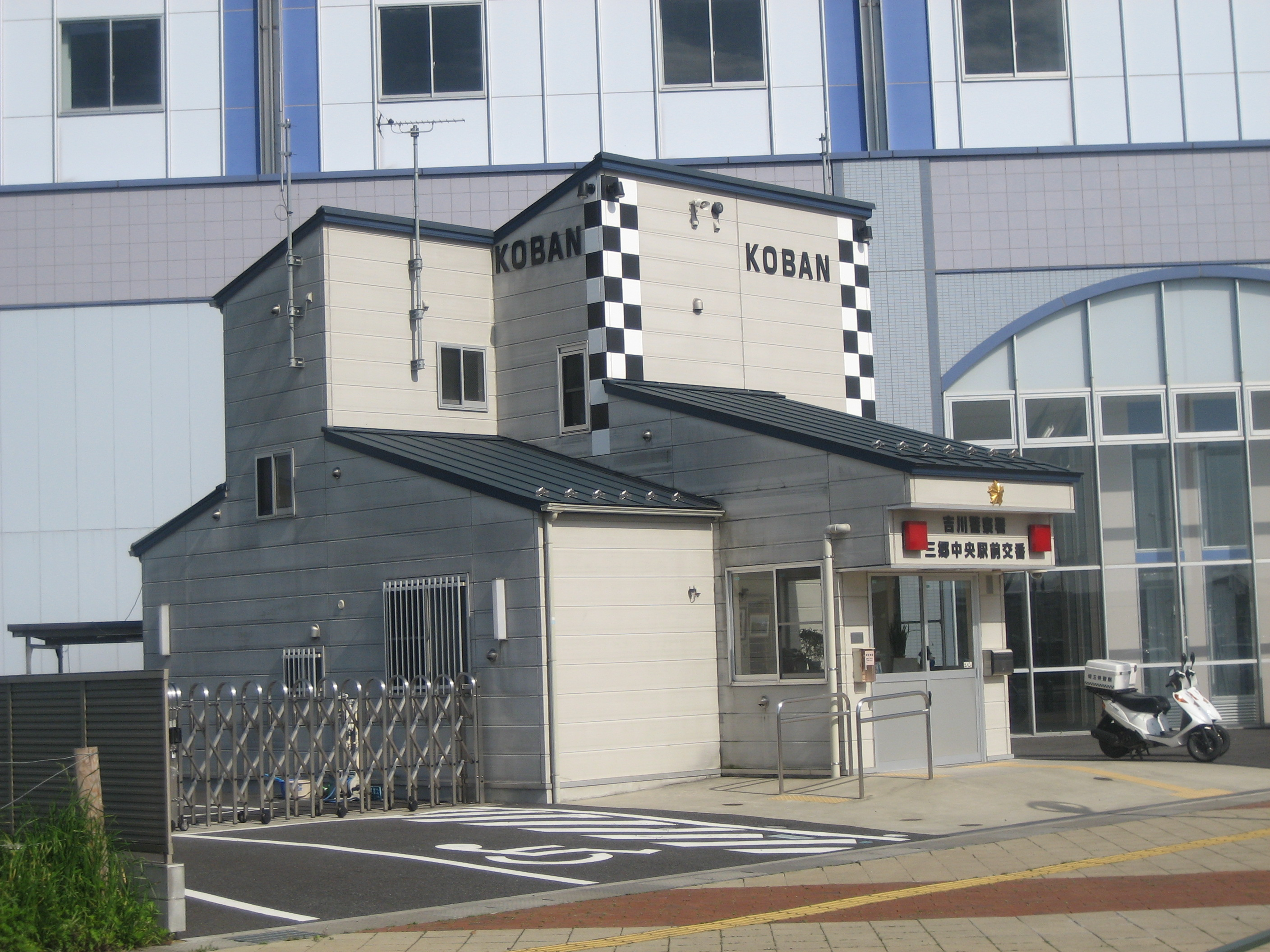
三郷中央駅前交番
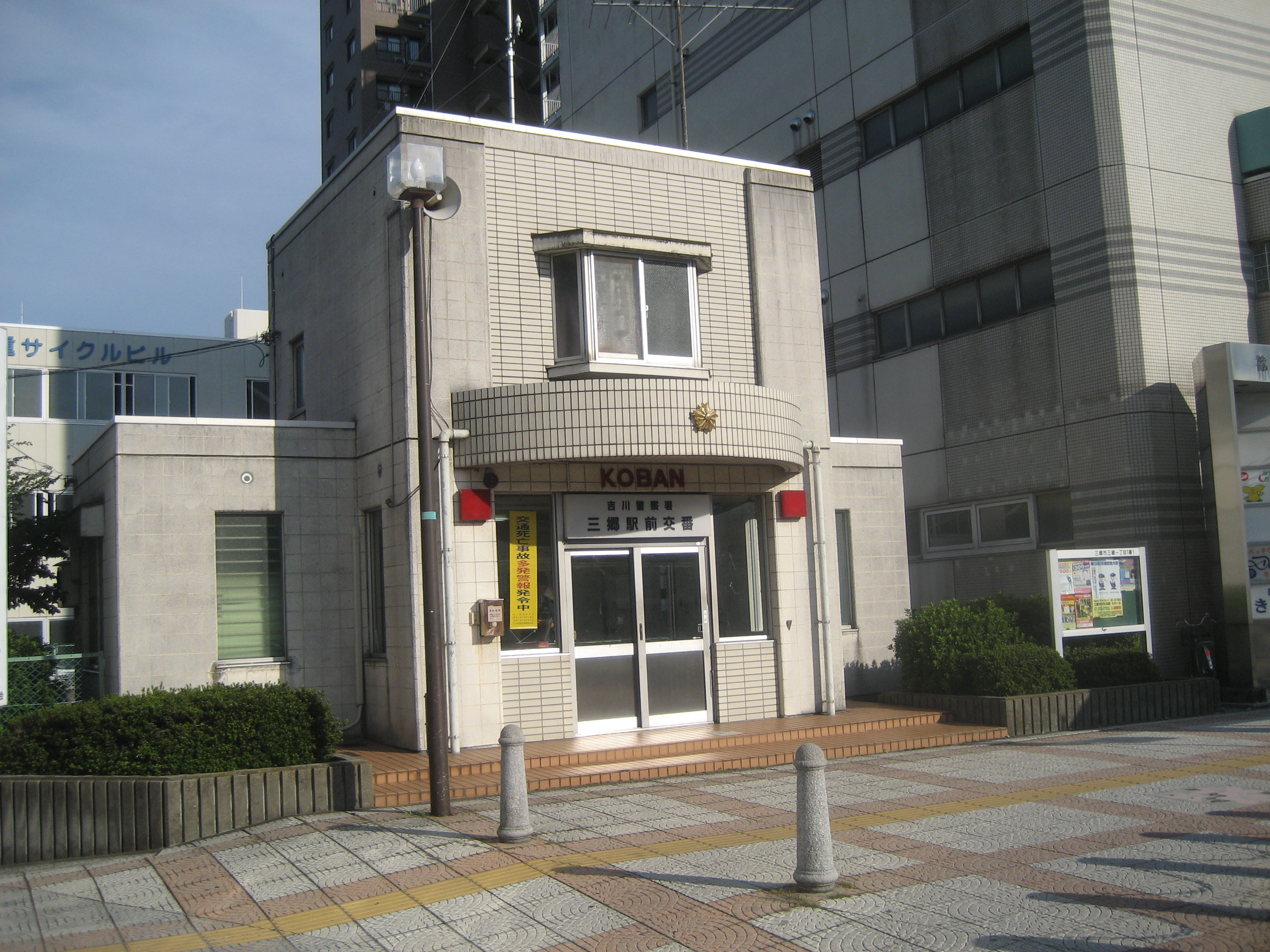
三郷駅前交番
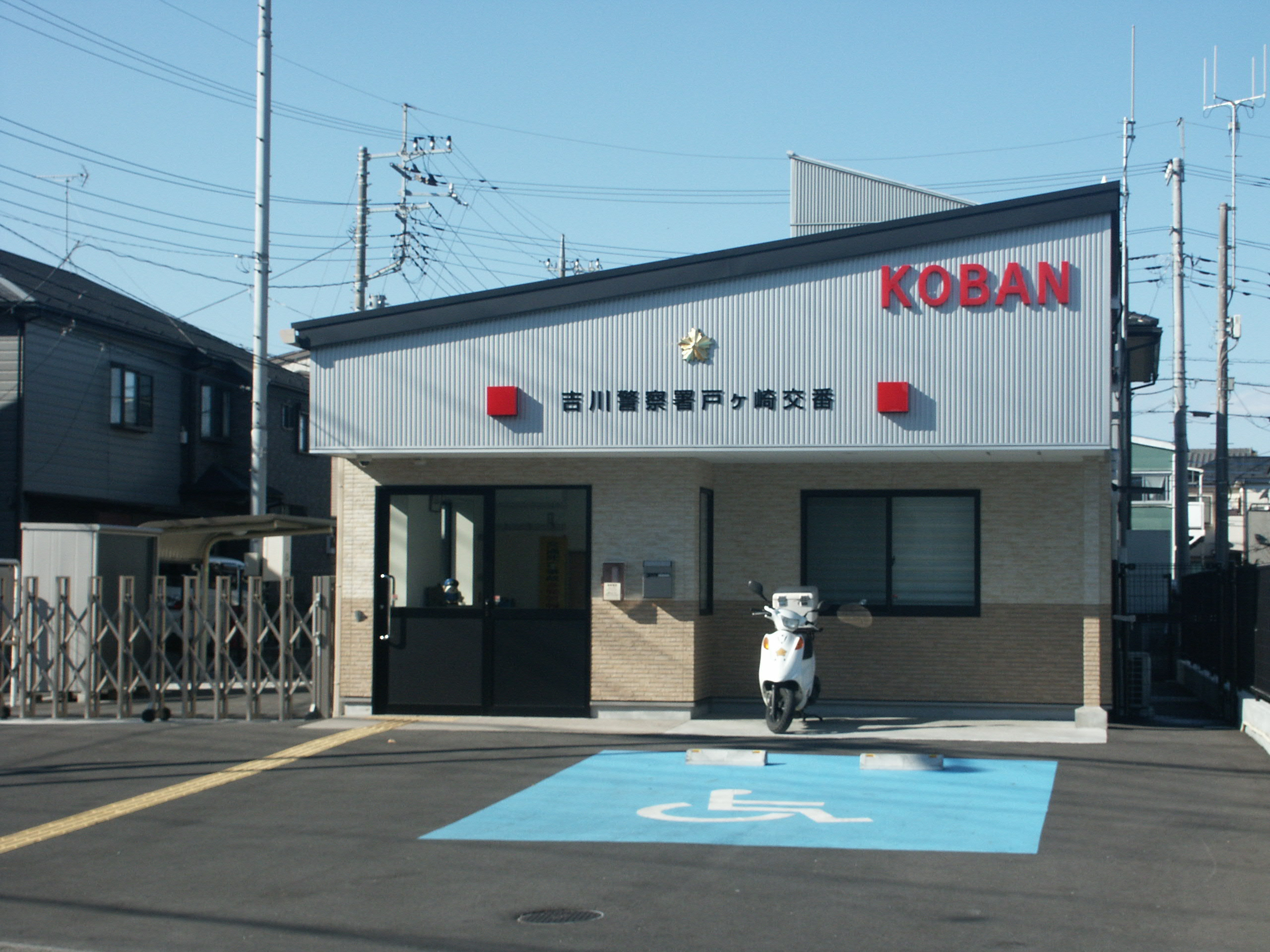
戸ヶ崎交番
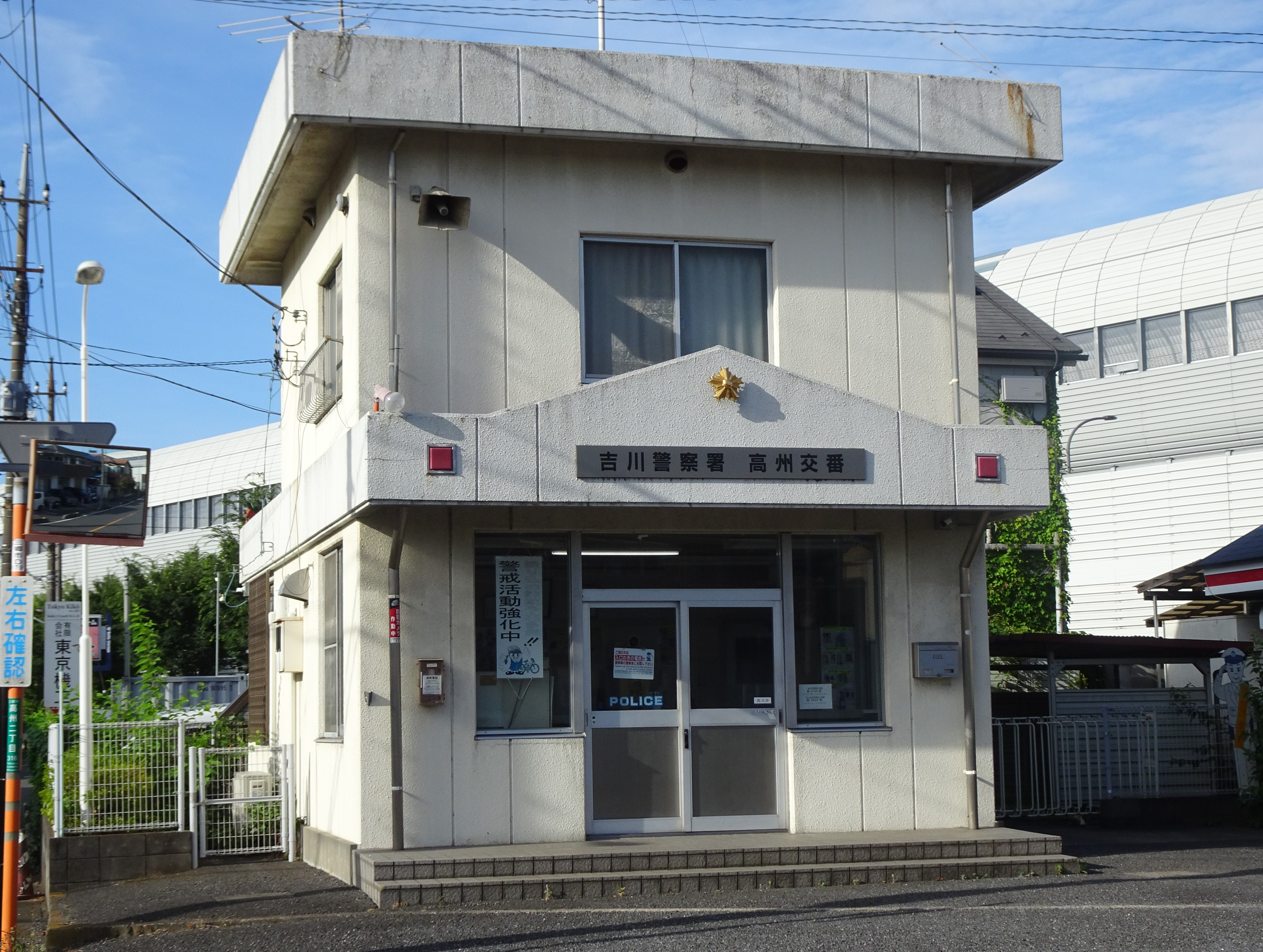
高州交番

吉川市
- 吉川交番：大字平沼219番地1
- 吉川駅前交番：木売2丁目31番地

- 吉川交番
- 吉川駅前交番

松伏町
- 松伏交番：田中1丁目1番地1

- 松伏交番

## かつて設置されていた交番・駐在所
- 三郷交番（三郷市鷹野2丁目）：三郷中央駅前に移転し三郷中央駅前交番に改称。
- みさと団地交番（三郷市彦成4丁目）：新三郷駅前に移転し新三郷駅前交番に改称。
- 金杉駐在所（松伏町築比地）：廃止、建物は松伏町に移管。
- 赤岩駐在所（松伏町上赤岩）：廃止、建物は松伏町に移管。